# Пасківка
Па́сківка — село в Україні, у Новоселівській сільській громаді Полтавського району Полтавської області. Населення становить 218 осіб. До 2017 орган місцевого самоврядування — Новоселівська сільська рада.

## Географія
Село Пасківка знаходиться на правому березі річки Свинківка, вище за течією примикає село Терентіївка, нижче за течією на відстані 2,5 км розташоване село Затурине, на протилежному березі - села Новоселівка та Бочанівка. Поруч проходить залізниця, станція Свинківка за 1 км.

## Історія
12 червня 2020 року, відповідно до розпорядження Кабінету Міністрів України № 721-р «Про визначення адміністративних центрів та затвердження територій територіальних громад Полтавської області», село увійшло до складу Новоселівської сільської громади.
19 липня 2020 року, в результаті адміністративно - територіальної реформи та ліквідації Полтавського району(1925-2020), село увійшло до складу новоутвореного Полтавського району.